# Nad Szańcem

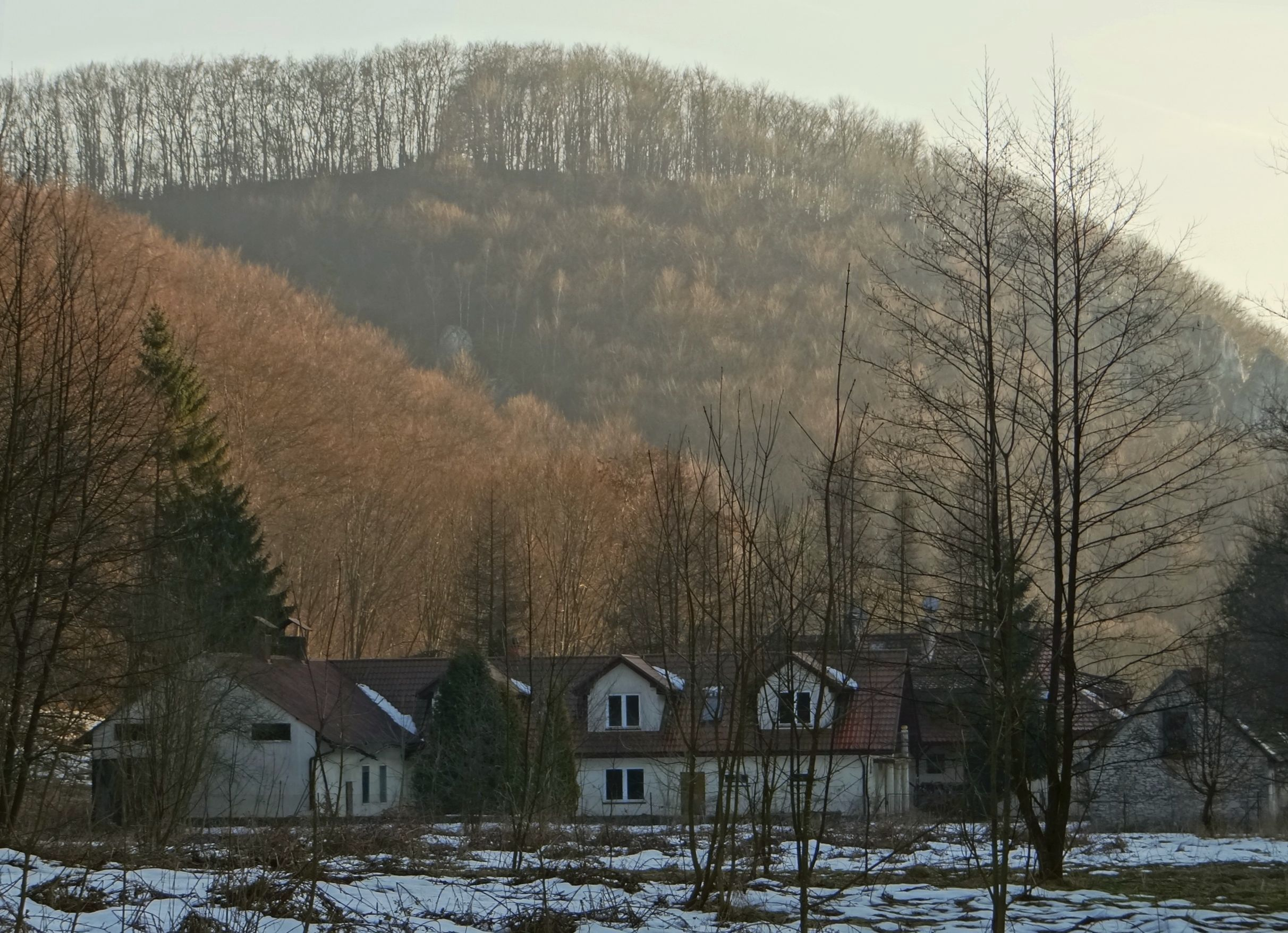

Nad Szańcem – wąwóz będący lewym odgałęzieniem Doliny Będkowskiej na Wyżynie Olkuskiej. Opada z południowo-zachodniego krańca pól uprawnych miejscowości Będkowice w zachodnim kierunku do dolnej części Doliny Będkowskiej. Ma wylot powyżej willi „Szaniec” i stąd pochodzi jego nazwa. Znajduje się w granicach wsi Będkowice w województwie małopolskim, w powiecie krakowskim, w gminie Wielka Wieś.
Wąwóz ma długość około 500 m. Jego górna część znajduje się w obrębie pól uprawnych, dolna, dłuższa jest porośnięta lasem. Wąwóz zazwyczaj jest suchy. Ma strome zbocza z kilkoma wapiennymi skałami. Większe z nich to Turnia nad Szańcem (w zboczach północnych) oraz Sucha Baszta i Szaniec w zboczach południowych. W Turni nad Szańcem znajduje się Jaskinia nad Szańcem.

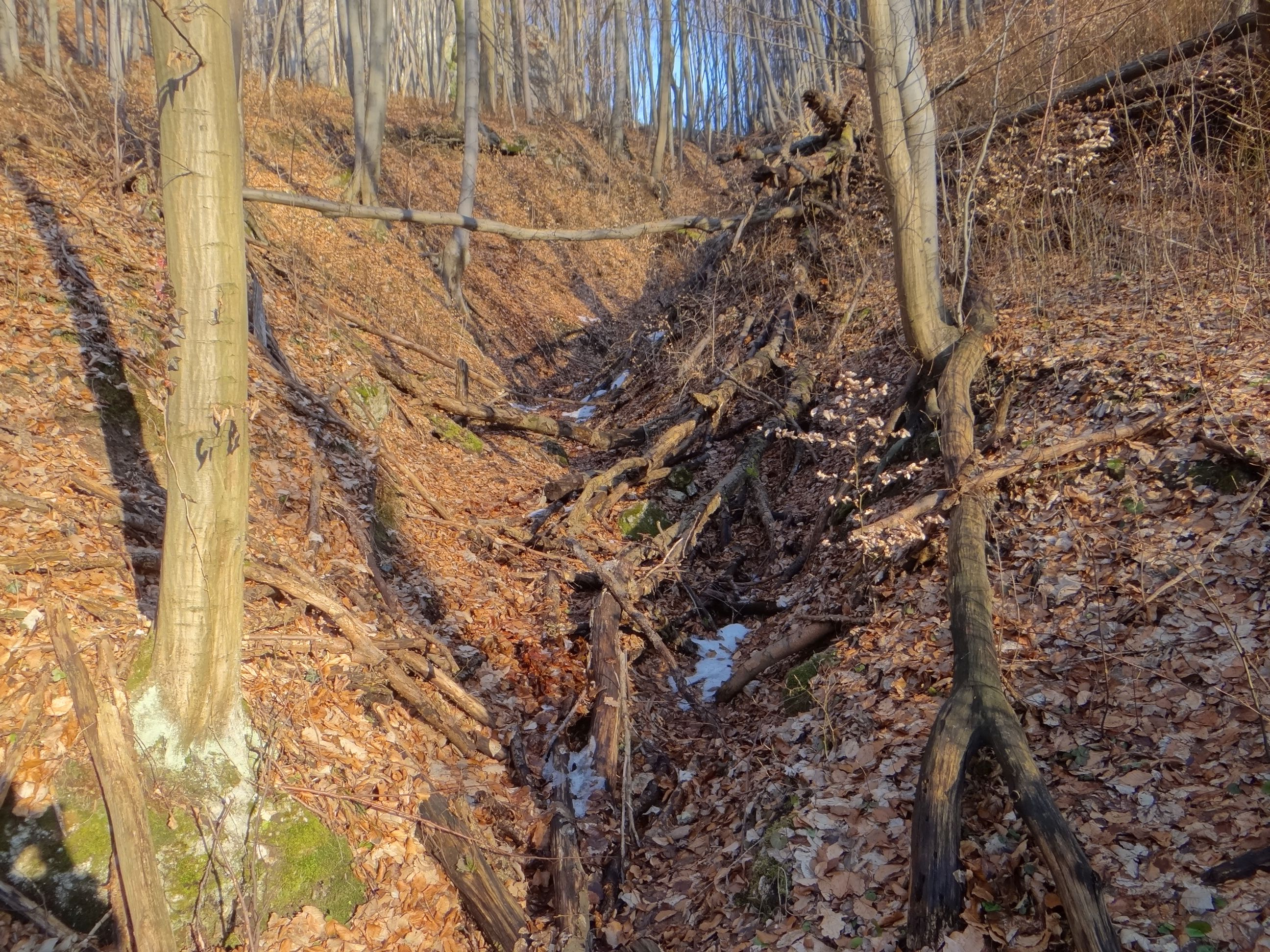